# 瓦爾貝格山
47°39′58.82″N 11°47′44.79″E / 47.6663389°N 11.7957750°E

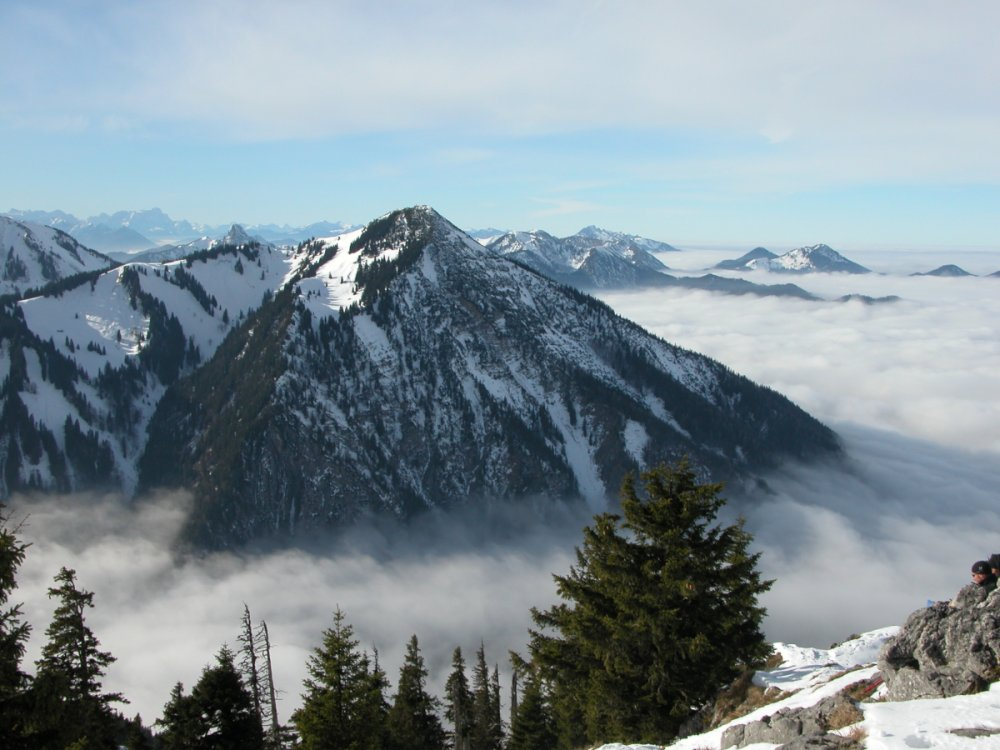

瓦爾貝格山（德語：Wallberg），是德國的山峰，位於該國東南部，由巴伐利亞負責管轄，屬於芒法爾山脈的一部分，海拔高度1,722米，每年平均降雨量1,764毫米。